# Centenario (Uruguay)
Pour les articles homonymes, voir Centenario.
Centenario est une ville de l'Uruguay située dans le département de Durazno. Sa population est de 1 038 habitants.

## Population
| Année | Population |
| ----- | ---------- |
| 1963  | 826        |
| 1975  | 940        |
| 1985  | 880        |
| 1996  | 913        |
| 2004  | 1 038      |

Référence,: